# وسام البكري
وسام البكري (بالفرنسية: Wissam El Bekri)‏ (16 يونيو 1984 فرنسا - ) هو لاعب كرة قدم فرنسي يلعب كمدافع، شارك في كأس الأمم الأفريقية لكرة القدم 2008.

## وصلات خارجية
- وسام البكري على موقع الاتحاد الأوربي (الإنجليزية)
- وسام البكري على موقع قاعدة بيانات كرة القدم.إي يو (الإنجليزية)
- وسام البكري على موقع ليكيب (الفرنسية)
- وسام البكري على موقع ناشيونال فوتبول تيمز (الإنجليزية)
- وسام البكري على موقع عالم كرة القدم.نت (الإنجليزية)